# SVG Font
SVG Font est un format de police vectorielle utilisant les spécifications du format de représentation SVG. Ce standard est intégré à la norme SVG 1.1, mais pas à la norme SVG 1.2 (full). Elle a été gérée par l'ensemble des navigateurs web sauf Mozilla Firefox.
Elle est dépréciée fin 2013 au profit de SVG OpenType (ou SVG in OpenType), sous ensemble d'OpenType, lui-même intégré à Web Open Font Format, en passe de devenir le format standard du web.
Le logiciel de dessin vectoriel au format SVG, Inkscape permet de créer des fontes SVG Font.